# Alvin Dewey
Alvin Adams Dewey, II (* 10. September 1912 in Murdock, Kansas; † 6. November 1987 in Garden City, Kansas) war ein Mitarbeiter des Kansas Bureau of Investigation. Bekannt wurde er 1959 als leitender Ermittler im Mordfall der Familie von Herbert W. Clutter. Truman Capote setzte ihm in seinem Tatsachenroman Kaltblütig ein literarisches Denkmal.

## Leben
Alvin Dewey begann seine Karriere im Juni 1936 beim Garden City Police Department. Er besuchte das San Jose State College in Kalifornien, wo er eine polizeiliche Ausbildung absolvierte. Ab 1939 war er als State Trooper der Kansas Highway Patrol tätig.
1940 war er Special Agent beim FBI, für das er zunächst in New Orleans, Louisiana, tätig war. Dort lernte er seine spätere Frau Marie Louise Bellocq (1919–2002) kennen, die er 1942 heiratete. Aus der Ehe gingen zwei Söhne hervor. Dewey war später für das FBI in Texas, Florida und Colorado tätig.
1945 nahm er eine einjährige Auszeit von seiner Tätigkeit beim FBI und zog mit seiner Frau nach Garden City, wo er seine Familie bei der Pflege des erkrankten Vaters unterstützte. Zur gleichen Zeit wurde er von der Demokratischen Partei bei der Wahl zum Sheriff des Finney County unterstützt. Dewey gewann die Wahl, kündigte beim FBI und war bis 1955 als Sheriff tätig. Danach wurde er Special Agent des KBI. In dieser Funktion leitete er ab 1959 die Untersuchungen im Mordfall um Herbert W. Clutter. Als Täter wurden schließlich Perry Smith und Dick Hickock ermittelt, zum Tode verurteilt und 1965 hingerichtet wurden. Bei den Ermittlungen lernte Dewey auch Truman Capote kennen, der im Mordfall recherchierte und diesen im Tatsachenroman Kaltblütig verarbeitete.
1975 ging Alvin Dewey in den Ruhestand. Er starb 1987 nach einem Schlaganfall.
Seine Frau Marie gründete nach seinem Tod den Alvin A. Dewey Memorial Scholarship Fund am Garden City Community College.

## In der Populärkultur
Dewey ist eine der Hauptfiguren in Truman Capotes Tatsachenroman Kaltblütig (1966).
In der ersten Verfilmung des Romans aus dem Jahr 1968 wurde Alvin Dewey von John Forsythe verkörpert. Im Fernsehfilm Kaltblütig aus dem Jahr 1996 wurde der Ermittler von Sam Neill dargestellt.
In Capote aus dem Jahr 2005 wurde die Rolle des Dewey von Chris Cooper übernommen. Die Figur des Alvin Dewey tauchte auch im Film Kaltes Blut – Auf den Spuren von Truman Capote (2006) auf, in dem er von Jeff Daniels verkörpert wurde.